# Neckeropsis madecassa
Neckeropsis madecassa là một loài Rêu trong họ Neckeraceae. Loài này được (Besch.) M. Fleisch. miêu tả khoa học đầu tiên năm 1908.